# هنري ويلسون (لاعب كريكت نيوزلندي)
هنري ويلسون (2 فبراير 1869 - 16 ديسمبر 1945 بكرايستشرش في نيوزيلندا) (بالإنجليزية: Henry Wilson)‏ هو رياضي ولاعب كريكت نيوزلندي في مركز ظهير ‏. لعب مع أول بلاكس.